# Nekrolog 2. Quartal 1999
Nekrolog
◄◄
| ◄
| 1995
| 1996
| 1997
| 1998
| 1999 | 2000 | 2001 | 2002 | 2003 | ► | ►►
1. Quartal |
2. Quartal |
3. Quartal |
4. Quartal 1999
Weitere Ereignisse | Allgemeiner Nekrolog 1999
Die Beschreibung der verstorbenen Person sollte so kurz wie möglich gehalten sein und nur deren signifikante Tätigkeit(en) enthalten.
Neue Namen ggf. auch unter dem Geburts- und Sterbedatum, also etwa unter 1. Januar und im Geburts- und Sterbejahr (2024) eintragen (nur bei entsprechender großer Wichtigkeit). Für Beispiele siehe die schon vorhandenen Artikel.
Außerdem über die fünf zuletzt Verstorbenen, zu denen es einen ausreichend guten Artikel für eine Präsentation auf der Hauptseite gibt, nach der todesbedingten Überarbeitung der Artikel ggf. auch unter Wikipedia Diskussion:Hauptseite informieren und sie am besten auch in den anderen Wikipedia-Sprachversionen eintragen. Tipp: Regelmäßig bei news.google.de nach „ist tot“, „gestorben“ oder „verstorben“ suchen.
Wenn eine Person gestorben ist, gibt es viele Seiten zu dieser Person in der Wikipedia, die davon auch betroffen sind und entsprechend aktualisiert werden müssen. Beispiele: Namenübersichtsseite, Geburtsjahr, Geburtsort-Seiten und viele mehr.
Wie finde ich die betroffenen Seiten?
Im Suchfeld auf der linken Seite gibt man den Suchbegriff so ein: „Vorname Nachname“. Dann klickt man auf Volltext und alle Seiten mit entsprechendem Suchtext werden aufgerufen. Hier sieht man dann schnell, wo auch das Todesjahr Sinn macht oder sogar ein Teil des Artikels angepasst werden muss. Auch hilft das „Werkzeug“ auf der linken Seite sehr gut, um solche Seiten aufzufinden: „Links auf diese Seite“. Somit ist die Wikipedia wieder aktuell in allen Bereichen! Hinweis: bei Eintragung der Kategorie „Gestorben JAHR“ wird der Missbrauchsfilter 49 ausgelöst, was jedoch nicht schlimm ist. Siehe: Spezial:Missbrauchsfilter/49
Dies ist eine Liste von im zweiten Quartal 1999 verstorbenen bekannten Persönlichkeiten. Die Einträge erfolgen innerhalb der einzelnen Daten alphabetisch sortiert. Tiere sind im Nekrolog für Tiere zu finden.

## April
| Tag       | Name                                 | Beruf, bekannt als                                                                                      | Alter | Beleg |
| --------- | ------------------------------------ | --- | ----- | ----- |
| 1. April  | Ellis Yarnal Berry                   | US-amerikanischer Politiker                                                                             | 96    |       |
| 1. April  | Abbé Bessire                         | Schweizer Theologe, Komponist, Liedarrangeur und Musiker                                                | 76    |       |
| 1. April  | Eva Cockcroft                        | US-amerikanische Malerin und Kunsthistorikerin                                                          | 62    |       |
| 1. April  | Alfred Jahn                          | polnischer Geograph, Geomorphologe, Polarforscher und Rektor                                            | 83    |       |
| 1. April  | Jesse Stone                          | US-amerikanischer Jazz- und R&B-Musiker                                                                 | 97    |       |
| 1. April  | Hans-Willi Syring                    | deutscher Politiker (SPD, FDP)                                                                          | 80    |       |
| 1. April  | Gerhard Wurzbacher                   | deutscher Soziologe                                                                                     | 86    |       |
| 2. April  | Karl Bohmann                         | österreichischer Motorradrennfahrer                                                                     | 89    |       |
| 2. April  | Julio Alberto Hernández              | dominikanischer Komponist und Pianist                                                                   | 98    |       |
| 2. April  | Ronald Leslie Moraes Small           | brasilianischer Diplomat                                                                                | 68    |       |
| 2. April  | Manuel António Pires                 | portugiesischer römisch-katholischer Geistlicher                                                        | 84    |       |
| 02. April | Josip Pokupec                        | jugoslawischer Radrennfahrer                                                                            | 85    |       |
| 3. April  | Lionel Bart                          | britischer Musical-Komponist                                                                            | 68    |       |
| 3. April  | Georg W. Borsche                     | deutscher Maler                                                                                         | 77    |       |
| 3. April  | Herman Foster                        | US-amerikanischer Jazzmusiker und Komponist                                                             | 70    |       |
| 3. April  | Manfred Greif                        | deutscher Fußballspieler                                                                                | 59    |       |
| 3. April  | Traian Iordache                      | rumänischer Fußballspieler und -trainer                                                                 | 87    |       |
| 3. April  | Flurin Maissen                       | Schweizer Benediktinerpater und Naturwissenschaftler                                                    | 92    |       |
| 3. April  | Aldona Nenėnienė                     | litauische Handballspielerin                                                                            | 49    |       |
| 4. April  | Manuel Bernardo Aguirre              | mexikanischer Politiker                                                                                 | 90    |       |
| 4. April  | Kurt Asendorf                        | deutscher Autor und Heimatforscher                                                                      | 75    |       |
| 4. April  | Karl Barufka                         | deutscher Fußballspieler                                                                                | 77    |       |
| 4. April  | Faith Domergue                       | US-amerikanische Schauspielerin                                                                         | 74    |       |
| 4. April  | Fred-Arthur Geppert                  | deutscher Schauspieler und Synchronsprecher                                                             | 73    |       |
| 4. April  | Heinz Maecker                        | deutscher Physiker                                                                                      | 85    |       |
| 4. April  | Frank Charles McGee                  | kanadischer Unternehmer und Politiker                                                                   | 73    |       |
| 4. April  | Katharina Otto-Dorn                  | deutsche Kunsthistorikerin mit Schwerpunkt Islamische Kunst                                             | 91    |       |
| 4. April  | Anders Pålsson                       | schwedischer Fußballspieler                                                                             | 81    |       |
| 4. April  | Bob Peck                             | britischer Film- und Theaterschauspieler                                                                | 53    |       |
| 4. April  | Early Wynn                           | US-amerikanischer Baseballspieler                                                                       | 79    |       |
| 5. April  | Werner Bieder                        | Schweizer evangelische Geistlicher und Hochschullehrer                                                  | 87    |       |
| 5. April  | Giulio Einaudi                       | italienischer Verleger und Gründer des Verlagshauses Einaudi                                            | 87    |       |
| 5. April  | Donald E. Savage                     | US-amerikanischer Paläontologe                                                                          | 81    |       |
| 6. April  | Gertrud Bredel                       | deutsche Laienschauspielerin                                                                            | 79    |       |
| 6. April  | Werner Hanfgarn                      | deutscher Journalist                                                                                    | 74    |       |
| 6. April  | Inge Machts                          | deutsche Leichtathletin                                                                                 | 89    |       |
| 6. April  | Red Norvo                            | US-amerikanischer Jazz-Vibraphonist                                                                     | 91    |       |
| 6. April  | William Pleeth                       | britischer Cellist                                                                                      | 83    |       |
| 7. April  | Ivan Diviš                           | tschechischer Dichter                                                                                   | 74    |       |
| 7. April  | Gustav-Adolf Feldhaus                | deutscher Politiker (CDU), MdL                                                                          | 91    |       |
| 7. April  | Heinz E. Lehmann                     | kanadischer Psychiater                                                                                  | 87    |       |
| 7. April  | José Pierre                          | französischer Autor, Surrealist                                                                         |       |       |
| 8. April  | Vladimír Hönig                       | tschechischer Fußballspieler                                                                            | 79    |       |
| 8. April  | Waldemar Kirbach                     | deutscher Politiker (SPD), MdL                                                                          | 80    |       |
| 8. April  | Chilo Morán                          | mexikanischer Bandleader und Jazztrompeter                                                              | 68    |       |
| 8. April  | Lloyd Smith                          | US-amerikanischer Jazzmusiker                                                                           | 84    |       |
| 8. April  | Effat Tejaratchi                     | iranische Pilotin                                                                                       | 82    |       |
| 9. April  | Ekkehard Eichberg                    | deutscher Pädagoge und Hochschullehrer                                                                  | 83    |       |
| 9. April  | Bert Firman                          | britischer Bandleader                                                                                   | 93    |       |
| 9. April  | Dieter Fringeli                      | Schweizer Germanist, Literaturkritiker und Schriftsteller                                               | 56    |       |
| 9. April  | Géza Hegedüs                         | ungarischer Historiker, Schriftsteller und Universitätslehrer                                           | 86    |       |
| 9. April  | Ibrahim Baré Maïnassara              | nigrischer Politiker und Präsident des Landes                                                           | 49    |       |
| 9. April  | Albert Popwell                       | US-amerikanischer Schauspieler                                                                          | 72    |       |
| 9. April  | Ursula Schultze-Bluhm                | deutsche Malerin                                                                                        | 77    |       |
| 9. April  | Raúl Silva Henríquez                 | chilenischer Geistlicher, Kardinal der römisch-katholischen Kirche und Erzbischof von Santiago de Chile | 91    |       |
| 10. April | Fatafehi Tuʻipelehake                | tongaischer Politiker und Premierminister                                                               | 77    |       |
| 10. April | John Ngu Foncha                      | kamerunischer Politiker                                                                                 | 82    |       |
| 10. April | Heinz Fraenkel-Conrat                | deutsch-US-amerikanischer Biochemiker                                                                   | 88    |       |
| 10. April | Wolfgang Glaesemer                   | deutscher Oberst im Zweiten Weltkrieg                                                                   | 100   |       |
| 10. April | Charles Green                        | britischer Bobfahrer                                                                                    | 85    |       |
| 10. April | Albert Krogmann                      | deutscher Fernsehjournalist                                                                             | 58    |       |
| 10. April | Pimen von Newrokop                   | bulgarischer Geistlicher, Metropolit von Newrokop der bulgarisch-orthodoxen Kirche                      | 92    |       |
| 10. April | Ali Sayyad Schirazi                  | iranischer General                                                                                      | 54    |       |
| 10. April | Jean-Paul Vinay                      | kanadischer Phonetiker, Anglist, Romanist und Linguist                                                  | 88    |       |
| 10. April | Thornton Wilson                      | US-amerikanischer Manager, CEO von Boeing                                                               | 78    |       |
| 11. April | Alan Evans                           | Walisischer Dartspieler                                                                                 | 49    |       |
| 11. April | Carlos José Gutiérrez Gutiérrez      | costa-ricanischer Politiker                                                                             | 72    |       |
| 11. April | Eduard Macku                         | österreichischer Komponist, Dirigent und Intendant                                                      | 97    |       |
| 12. April | Boxcar Willie                        | US-amerikanischer Countrysänger                                                                         | 67    |       |
| 12. April | Horst Gaede                          | deutscher Radsportler                                                                                   | 72    |       |
| 12. April | Karl Heinz Hellwege                  | deutscher Festkörperphysiker                                                                            | 88    |       |
| 12. April | Lutz Hengst                          | deutscher Filmproduzent und Produktionsleiter                                                           | 78    |       |
| 12. April | Friedrich Koja                       | österreichischer Jurist und Universitätsprofessor                                                       | 66    |       |
| 12. April | Emil Kuntner                         | österreichischer Hauptschuldirektor und Politiker (SPÖ), Landtagsabgeordneter                           | 96    |       |
| 12. April | José Francisco de Morais             | brasilianischer Fußballspieler                                                                          |       |       |
| 12. April | Helga Seibert                        | deutsche Verfassungsrichterin                                                                           | 60    |       |
| 12. April | Vartan Tekeyan                       | armenisch-katholischer Bischof von Ispahan                                                              | 78    |       |
| 12. April | Friedrich-Wilhelm Wentzlaff-Eggebert | deutscher Germanist und Hochschullehrer                                                                 | 93    |       |
| 13. April | Edith Anderson                       | US-amerikanische Journalistin und Autorin                                                               | 83    |       |
| 13. April | Karl-August Bushe                    | deutscher Neurochirurg und Hochschullehrer                                                              | 77    |       |
| 13. April | James M. Clarke                      | US-amerikanischer Politiker                                                                             | 81    |       |
| 13. April | Masaji Kiyokawa                      | japanischer Schwimmer                                                                                   | 86    |       |
| 13. April | Don McGuire                          | US-amerikanischer Schauspieler, Drehbuchautor, Regisseur und Filmproduzent                              | 80    |       |
| 13. April | Walter H. Moeller                    | US-amerikanischer Politiker                                                                             | 89    |       |
| 13. April | Helmut Radach                        | deutscher Ruderer                                                                                       | 84    |       |
| 13. April | Ortvin Sarapu                        | neuseeländischer Schachspieler estnischer Herkunft                                                      | 75    |       |
| 13. April | Willi Stoph                          | deutscher Politiker (SED), MdV, Ministerpräsident                                                       | 84    |       |
| 14. April | Nuno Krus Abecasis                   | portugiesischer Politiker (CDS)                                                                         | 69    |       |
| 14. April | Roy Chiao                            | chinesischer Schauspieler                                                                               | 72    |       |
| 14. April | Ellen Corby                          | US-amerikanische Schauspielerin                                                                         | 87    |       |
| 14. April | Hans Knospe                          | deutscher Fotograf                                                                                      | 99    |       |
| 14. April | Anthony Newley                       | englischer Schauspieler, Sänger, Songwriter                                                             | 67    |       |
| 14. April | Brigitte Steden                      | deutsche Badmintonspielerin                                                                             | 50    |       |
| 14. April | Werner Stumm                         | Schweizer Chemiker                                                                                      | 74    |       |
| 15. April | Hermann Biechele                     | deutscher Pädagoge und Politiker (CDU), MdB                                                             | 81    |       |
| 15. April | François Goguel                      | französischer Jurist, Politikwissenschaftler und Politiker                                              | 90    |       |
| 15. April | Josef Lidl                           | deutscher Graphiker, Autor, Musiker und Heimatkundler                                                   | 87    |       |
| 15. April | Mizuno Kenjirō                       | japanischer Unternehmer                                                                                 |       |       |
| 15. April | Harvey Postlethwaite                 | britischer Konstrukteur und Designer                                                                    | 55    |       |
| 15. April | Petr Skarke                          | tschechischer Schauspieler                                                                              | 56    |       |
| 15. April | Henry Trubner                        | US-amerikanischer Kunsthistoriker                                                                       | 78    |       |
| 16. April | Rudi Bahr                            | deutscher Politiker (SPD), MdL                                                                          | 78    |       |
| 16. April | Kurt Büttner                         | deutscher Historiker und Afrikanist                                                                     | 72    |       |
| 16. April | Vincent J. Dellay                    | US-amerikanischer Politiker                                                                             | 91    |       |
| 16. April | Rudi Fehr                            | US-amerikanischer Filmeditor                                                                            | 87    |       |
| 16. April | Zoë Lund                             | amerikanische Schauspielerin und Drehbuchautorin                                                        | 37    |       |
| 16. April | Karl Schefold                        | deutsch-schweizerischer Klassischer Archäologe                                                          | 94    |       |
| 16. April | Skip Spence                          | US-amerikanischer Rockmusiker (Gitarre, Gesang, Schlagzeug)                                             | 52    |       |
| 16. April | Walter Werneburg                     | deutscher Maler                                                                                         | 76    |       |
| 17. April | Julian Cole                          | US-amerikanischer Mathematiker                                                                          | 74    |       |
| 17. April | France Ellegaard                     | dänische Pianistin                                                                                      | 85    |       |
| 17. April | Nicky Virachkul                      | US-amerikanischer Dartspieler                                                                           | 50    |       |
| 18. April | Ulrich Dähnert                       | deutscher Orgelforscher                                                                                 | 95    |       |
| 18. April | Joe Foreman                          | kanadischer Sprinter                                                                                    | 63    |       |
| 18. April | Enrique Hormazábal                   | chilenischer Fußballspieler                                                                             | 68    |       |
| 18. April | Gert Jeschonnek                      | deutscher Marineoffizier und Vizeadmiral                                                                | 86    |       |
| 18. April | Rose O. Payne                        | US-amerikanische Molekularbiologin und Hochschullehrerin                                                | 89    |       |
| 18. April | Yvette Pierpaoli                     | französische Flüchtlingshelferin                                                                        | 61    |       |
| 18. April | Gian-Carlo Rota                      | italienisch-amerikanischer Mathematiker                                                                 | 66    |       |
| 18. April | Raghubir Singh                       | indischer Fotograf, Pionier der Farbfotografie in Indien                                                | 56    |       |
| 18. April | István Vincze                        | ungarischer Mathematiker                                                                                | 87    |       |
| 18. April | Bernhard Wagner                      | deutscher Ingenieur                                                                                     |       |       |
| 19. April | Hermine Braunsteiner-Ryan            | österreichische Aufseherin in den Konzentrationslagern Ravensbrück und Majdanek                         | 79    |       |
| 19. April | Jules Henri François Charles-Roux    | französischer Diplomat                                                                                  | 89    |       |
| 19. April | Franz Frombach                       | rumänischer deutschsprachiger Schriftsteller                                                            | 69    |       |
| 19. April | Juan Lavenás                         | argentinischer Leichtathlet                                                                             | 84    |       |
| 19. April | Yoko Tani                            | franko-japanische Schauspielerin                                                                        | 67    |       |
| 19. April | Art Zeller                           | US-amerikanischer Fotograf und Bodybuilder                                                              |       |       |
| 20. April | Ella Auerbach                        | deutsche Juristin, US-amerikanische Sozialarbeiterin                                                    | 99    |       |
| 20. April | Eric Harris                          | US-amerikanischer Amokläufer (Schulmassaker von Littleton)                                              | 18    |       |
| 20. April | Sofie Keeser                         | deutsche Theater- und Volksschauspielerin                                                               | 74    |       |
| 20. April | Dylan Klebold                        | US-amerikanischer Amokläufer (Schulmassaker von Littleton)                                              | 17    |       |
| 20. April | Christoph Lindenberg                 | deutscher Anthroposoph, Historiker und Waldorf-Pädagoge                                                 | 69    |       |
| 20. April | Rick Rude                            | US-amerikanischer Wrestler                                                                              | 40    |       |
| 20. April | Rachel Joy Scott                     | US-amerikanische Schülerin, Opfer des Schulmassakers von Littleton                                      | 17    |       |
| 20. April | Alfred Nikolaus Witt                 | deutscher Orthopäde und Hochschullehrer                                                                 | 85    |       |
| 21. April | Herta Frauneder                      | österreichische Architektin                                                                             | 86    |       |
| 21. April | Doreen Lang                          | australisch-amerikanische Schauspielerin                                                                | 84    |       |
| 21. April | Georges Miez                         | Schweizer Turner                                                                                        | 94    |       |
| 21. April | Ingrid Ohlenschläger                 | deutsche Schauspielerin, Kabarettistin, Sängerin und Hörspielsprecherin                                 | 72    |       |
| 21. April | Joachim Petzold                      | deutscher Historiker                                                                                    | 65    |       |
| 21. April | Charles Rogers                       | US-amerikanischer Schauspieler und Musiker                                                              | 94    |       |
| 21. April | Siegfried Spielmann                  | deutscher Karambolagespieler                                                                            | 77    |       |
| 22. April | Joseph W. S. deGraft-Johnson         | ghanaischer Politiker, Vizepräsident von Ghana (1979–1981)                                              | 65    |       |
| 22. April | Peter Fellin                         | italienischer Maler (Südtirol)                                                                          | 78    |       |
| 22. April | Ida Anak Agung Gde Agung             | indonesischer Politiker                                                                                 | 77    |       |
| 22. April | Antonio Lloren Mabutas               | philippinischer Geistlicher, Erzbischof von Davao                                                       | 77    |       |
| 22. April | Constantino Miranda                  | spanischer Leichtathlet                                                                                 | 74    |       |
| 22. April | Apostolos Nikolaidis                 | griechischer Sänger                                                                                     | 60    |       |
| 22. April | Bert Remsen                          | US-amerikanischer Schauspieler und Castingdirektor                                                      | 74    |       |
| 22. April | Werner Timm                          | deutscher Kunsthistoriker                                                                               | 72    |       |
| 23. April | Maria Àngels Anglada                 | katalanische Autorin                                                                                    | 69    |       |
| 23. April | Melba Liston                         | US-amerikanische Jazzmusikerin (Posaunistin, Arrangeurin, Komponistin)                                  | 73    |       |
| 23. April | Oleksandr Markewytsch                | ukrainischer Zoologe                                                                                    | 94    |       |
| 23. April | Francis John Pettijohn               | US-amerikanischer Sedimentologe                                                                         | 94    |       |
| 23. April | Roger Rio                            | französischer Fußballspieler                                                                            | 86    |       |
| 23. April | Hilde Steppe                         | deutsche Pflegewissenschaftlerin, Krankenschwester und Hochschullehrerin                                | 51    |       |
| 23. April | Celso Torrelio Villa                 | bolivianischer Präsident                                                                                | 65    |       |
| 24. April | Arthur Boyd                          | australischer Maler, Keramiker und Grafiker                                                             | 78    |       |
| 24. April | Walter J. Cummings                   | US-amerikanischer Jurist, Richter und United States Solicitor General                                   | 82    |       |
| 24. April | Konrad Henkel                        | deutscher Industrieller, langjähriger Chef des Henkel-Konzerns und Chemiker                             | 83    |       |
| 24. April | Donald E. Hudson                     | US-amerikanischer Bauingenieur                                                                          | 83    |       |
| 24. April | Willy Neuling                        | deutscher Volkswirt und Professor an der Universität Hamburg                                            | 98    |       |
| 24. April | Charles Rostaing                     | französischer Romanist, Provenzalist und Onomastiker                                                    | 94    |       |
| 25. April | Roman Hruska                         | US-amerikanischer Politiker                                                                             | 94    |       |
| 25. April | William McCrea                       | irischer Astronom und Mathematiker                                                                      | 94    |       |
| 25. April | Michael Morris, 3. Baron Killanin    | anglo-irischer Journalist und Sportfunktionär                                                           | 84    |       |
| 25. April | Roger Troutman                       | US-amerikanischer Musiker                                                                               | 47    |       |
| 26. April | Man Mohan Adhikari                   | nepalesischer Politiker                                                                                 | 78    |       |
| 26. April | Marc Barbezat                        | französischer Verleger                                                                                  | 85    |       |
| 26. April | Elisabeth Bertram                    | österreichisch-bulgarische Schauspielerin und Hörspielsprecherin                                        | 97    |       |
| 26. April | Adrian Borland                       | britischer Songtexter und Sänger                                                                        | 41    |       |
| 26. April | Anneliese Buschmann                  | deutsche Politikerin (FDP), MdHB                                                                        | 92    |       |
| 26. April | Arsim Muzaqi                         | Soldat der Kosovo-Befreiungsarmee (KLA) und Spezialeinheit                                              | 20    |       |
| 26. April | Raymond Reding                       | belgischer Comiczeichner                                                                                | 79    |       |
| 26. April | Walter Reichert                      | deutscher Motorradrennfahrer                                                                            | 65    |       |
| 27. April | Richard Ey                           | deutscher Politiker (SPD), MdL                                                                          | 87    |       |
| 27. April | He Lüting                            | chinesischer Komponist                                                                                  | 95    |       |
| 27. April | Al Hirt                              | US-amerikanischer Trompeter und Bandleader                                                              | 76    |       |
| 27. April | Pawel Wladimirowitsch Kluschanzew    | russischer Regisseur                                                                                    | 89    |       |
| 27. April | Rolf Landauer                        | deutsch-US-amerikanischer Physiker und Informationswissenschaftler                                      | 72    |       |
| 27. April | Maria Stader                         | Schweizer Sopranistin                                                                                   | 87    |       |
| 27. April | Mark Weiser                          | US-amerikanischer Informatiker                                                                          | 46    |       |
| 28. April | Hans Aeschbach                       | Schweizer Graphiker, Zeichner und Maler                                                                 | 87    |       |
| 28. April | Brandon Burlsworth                   | US-amerikanischer American-Football-Spieler                                                             | 22    |       |
| 28. April | Rory Calhoun                         | US-amerikanischer Schauspieler                                                                          | 76    |       |
| 28. April | Hans A. Fischer-Barnicol             | deutscher Religions- und Kulturwissenschaftler                                                          | 68    |       |
| 28. April | Gabriel Gaudin                       | französischer Radrennfahrer                                                                             | 79    |       |
| 28. April | Walter Gieseler                      | deutscher Musikpädagoge, Musikwissenschaftler und Komponist                                             | 79    |       |
| 28. April | Zdeněk Jílek                         | tschechischer Pianist und Musikpädagoge                                                                 | 79    |       |
| 28. April | Helmut Kruse                         | deutscher Jurist, Mitbegründer des Reallexikons für Antike und Christentum                              | 91    |       |
| 28. April | Oreste F. Pucciani                   | US-amerikanischer Romanist, Literaturwissenschaftler und Fremdsprachendidaktiker                        | 83    |       |
| 28. April | Alf Ramsey                           | englischer Fußballspieler und -trainer                                                                  | 79    |       |
| 28. April | Arthur Leonard Schawlow              | US-amerikanischer Physiker                                                                              | 77    |       |
| 28. April | Albrecht Schumann                    | deutscher Ingenieur                                                                                     | 87    |       |
| 28. April | Donald Stewart                       | US-amerikanischer Drehbuchautor, Zeitungsredakteur und Journalist                                       | 69    |       |
| 28. April | Roderick Thorp                       | US-amerikanischer Schriftsteller                                                                        | 62    |       |
| 28. April | Arvo Viitanen                        | finnischer Skilangläufer                                                                                | 75    |       |
| 29. April | Léon Barzin                          | US-amerikanischer Dirigent, belgischer Herkunft                                                         | 98    |       |
| 29. April | Faustin Birindwa                     | kongolesischer Premierminister                                                                          |       |       |
| 29. April | Gastone Cerato                       | italienischer Ruderer                                                                                   | 98    |       |
| 29. April | Bernhard Cuiper                      | deutscher Basketballspieler                                                                             | 85    |       |
| 29. April | Ovídio Martins                       | kap-verdischer Poet                                                                                     | 70    |       |
| 29. April | Viktor Pollak                        | österreichisch-kanadischer Medizintechniker                                                             | 82    |       |
| 29. April | Zabihollah Safa                      | iranischer Literaturwissenschaftler, Professor der Iranistik der Universität Teheran                    | 87    |       |
| 30. April | Marc Grond                           | luxemburger Erzieher und Homosexuellen-Aktivist                                                         |       |       |
| 30. April | Sibylle Harksen                      | deutsche Kunsthistorikerin                                                                              | 67    |       |
| 30. April | Alfred Jüttner                       | deutscher Jurist und Publizist                                                                          | 82    |       |
| 30. April | Werner Plarre                        | deutscher Agrarwissenschaftler                                                                          | 78    |       |
| 30. April | Darrell Sweet                        | britischer Schlagzeuger der Rockband Nazareth                                                           | 51    |       |
| April     | Elaine Horseman                      | britische Schriftstellerin und Lehrerin                                                                 | 73    |       |
| April     | Robert Kirchhoff                     | deutscher Psychologe und Universitätsprofessor                                                          | 78    |       |
| April     | Christel Reich                       | deutsche Politikerin (CSU), MdL                                                                         | 78    |       |

## Mai
| Tag     | Name                                | Beruf, bekannt als                                                                                             | Alter | Beleg |
| ------- | ----------------------------------- | --- | ----- | ----- |
| 1. Mai  | Anette Brandhorst                   | deutsche Kunstsammlerin                                                                                        | 63    |       |
| 1. Mai  | Eddie Chamblee                      | US-amerikanischer Jazz- und R&B-Musiker                                                                        | 79    |       |
| 1. Mai  | Marcus Omofuma                      | nigerianischer Asylwerber                                                                                      | 25    |       |
| 1. Mai  | Heinz-Volker Rausch                 | deutscher Politologe                                                                                           | 59    |       |
| 1. Mai  | Jack Sepkoski                       | US-amerikanischer Paläontologe                                                                                 | 50    |       |
| 1. Mai  | Brian Shawe-Taylor                  | britischer Rennfahrer                                                                                          | 84    |       |
| 1. Mai  | Walter Truckenbrodt                 | deutscher Jurist der NS-Zeit und Diplomat der Bundesrepublik Deutschland                                       | 84    |       |
| 2. Mai  | Horacio Cisternas                   | chilenischer Fußballspieler                                                                                    | 67    |       |
| 2. Mai  | Igor Michailowitsch Djakonow        | russischer Altorientalist, Linguist und Historiker                                                             | 84    |       |
| 2. Mai  | Douglas Harkness                    | kanadischer Politiker                                                                                          | 96    |       |
| 2. Mai  | Helmut Haun                         | deutscher Politiker (GB/BHE, GDP, CDU), MdL                                                                    | 80    |       |
| 2. Mai  | Paul Hoffmann                       | österreichisch-deutscher Philologe                                                                             | 82    |       |
| 2. Mai  | Ruth Langer                         | österreichische Schwimmerin                                                                                    | 77    |       |
| 2. Mai  | Siegfried Matthes                   | deutscher Mineraloge und Petrologe                                                                             | 85    |       |
| 2. Mai  | Oliver Reed                         | britischer Schauspieler                                                                                        | 61    |       |
| 2. Mai  | Anahit Zizikjan                     | armenische Violinistin                                                                                         | 72    |       |
| 3. Mai  | Steve Chiasson                      | kanadischer Eishockeyspieler                                                                                   | 32    |       |
| 3. Mai  | Gerhard Troost                      | deutscher Oenologe                                                                                             | 92    |       |
| 3. Mai  | Josef Zeman                         | tschechoslowakischer Fußballspieler und -trainer                                                               | 84    |       |
| 4. Mai  | Harry Bosse                         | deutscher Politiker (SPD), MdL                                                                                 | 81    |       |
| 4. Mai  | Fritz Dallmann                      | deutscher Politiker (SED), MdV, Vorsitzender der VdgB                                                          | 75    |       |
| 4. Mai  | Oscar Monnig                        | US-amerikanischer Geschäftsmann, Amateurastronom und Meteoritenkundler                                         | 96    |       |
| 4. Mai  | Helga Mucke-Wittbrodt               | deutsche Ärztin und Politikerin (DFD), MdV, Ärztliche Direktorin des DDR-Regierungskrankenhauses               | 88    |       |
| 4. Mai  | Otto Zerries                        | deutscher Ethnologe und Amerikanist                                                                            | 84    |       |
| 5. Mai  | Heinz Fallak                        | deutscher Sportfunktionär                                                                                      | 70    |       |
| 5. Mai  | Gisela Hellenkemper Salies          | deutsche Klassische Archäologin                                                                                | 55    |       |
| 5. Mai  | John Howard                         | britischer Major während des Zweiten Weltkrieges                                                               | 86    |       |
| 5. Mai  | Tarcisius Resto Phanrang            | indischer Ordensgeistlicher, Erzbischof von Shillong                                                           | 69    |       |
| 6. Mai  | Higashiyama Kaii                    | japanischer Landschaftsmaler                                                                                   | 90    |       |
| 6. Mai  | Sven Meyer                          | deutscher Eiskunstläufer                                                                                       | 21    |       |
| 6. Mai  | Mark Tuinei                         | US-amerikanischer American-Football-Spieler                                                                    | 39    |       |
| 7. Mai  | Schalom Ben-Chorin                  | deutsch-israelischer Journalist, Religionswissenschaftler, setzte sich für den christlich-jüdischen Dialog ein | 85    |       |
| 7. Mai  | Joseph Gray                         | irischer Geistlicher, Bischof von Shrewsbury                                                                   | 79    |       |
| 7. Mai  | Hanns-Heinz Kasper                  | deutscher Kommunalpolitiker, Wirtschaftshistoriker und Museologe                                               | 74    |       |
| 7. Mai  | Dimitri Zacharias Pappas            | österreichischer Unternehmer                                                                                   | 77    |       |
| 7. Mai  | Antony E. Raubitschek               | US-amerikanischer Althistoriker und Epigraphiker österreichischer Herkunft                                     | 86    |       |
| 8. Mai  | Dirk Bogarde                        | britischer Schauspieler und Schriftsteller                                                                     | 78    |       |
| 8. Mai  | Ed Gilbert                          | US-amerikanischer Schauspieler und Synchronsprecher                                                            | 67    |       |
| 8. Mai  | Klara Grüger                        | deutsche Bäckersfrau und Gerechte unter den Völkern                                                            | 86    |       |
| 8. Mai  | Marek Jablonski                     | kanadischer Pianist und Musikpädagoge                                                                          | 59    |       |
| 8. Mai  | Michael Nightingale                 | britischer Schauspieler                                                                                        | 76    |       |
| 8. Mai  | Alan Paterson                       | schottischer Hochspringer                                                                                      | 70    |       |
| 8. Mai  | Dana Plato                          | US-amerikanische Schauspielerin                                                                                | 34    |       |
| 8. Mai  | Theodor Puff                        | deutscher Fußballspieler                                                                                       | 71    |       |
| 8. Mai  | Harry Saager                        | deutscher Radrennfahrer                                                                                        | 79    |       |
| 8. Mai  | Leon Thomas                         | US-amerikanischer Jazz-Sänger                                                                                  | 61    |       |
| 9. Mai  | Karl Bedal                          | deutscher Künstler                                                                                             | 84    |       |
| 9. Mai  | Harry Blech                         | britischer Violinist und Dirigent                                                                              | 89    |       |
| 9. Mai  | Ernst Emmerig                       | deutscher Verwaltungsjurist, Hochschullehrer, Regierungspräsident des Bezirks Oberpfalz und Heimatkundler      | 83    |       |
| 9. Mai  | Jürgen Fuchs                        | deutscher Bürgerrechtler und Schriftsteller                                                                    | 48    |       |
| 9. Mai  | Ivan M. Niven                       | US-amerikanisch-kanadischer Mathematiker                                                                       | 83    |       |
| 9. Mai  | Ole Søltoft                         | dänischer Schauspieler                                                                                         | 58    |       |
| 9. Mai  | Dieter Strützel                     | deutscher Kulturwissenschaftler                                                                                | 63    |       |
| 10. Mai | Mila Lippmann-Pawlowski             | deutsche Blumen- und Tiermalerin                                                                               | 87    |       |
| 10. Mai | Albert Mauer                        | polnischer Eishockeyspieler                                                                                    | 92    |       |
| 10. Mai | Shel Silverstein                    | US-amerikanischer Dichter, Liedtexter, Musiker, Komponist, Karikaturist, Drehbuchautor und Kinderbuchautor     | 68    |       |
| 10. Mai | Christian Skrzyposzek               | deutsch-polnischer Schriftsteller                                                                              |       |       |
| 11. Mai | Hans Michael Baumgartner            | deutscher Philosoph                                                                                            | 66    |       |
| 11. Mai | Jakob Baur                          | Schweizer Kommunalpolitiker (BGB)                                                                              | 81    |       |
| 11. Mai | Werner Fuchs                        | deutscher Fußballspieler und -trainer                                                                          | 50    |       |
| 11. Mai | Edith Heilbronn-Wikström            | deutsch-schwedische Chemikerin                                                                                 | 74    |       |
| 11. Mai | Arthur Killat                       | deutscher Gewerkschafter und Politiker (SPD), MdB                                                              | 86    |       |
| 11. Mai | Charles R. Lyons                    | US-amerikanischer Literaturwissenschaftler                                                                     | 66    |       |
| 11. Mai | Angélico Melotto Mazzardo           | italienischer Bischof                                                                                          | 88    |       |
| 11. Mai | Wolfgang Rudolph                    | deutscher Ethnologe                                                                                            | 78    |       |
| 11. Mai | Kurt Schulz                         | deutscher Maler und Grafiker                                                                                   | 71    |       |
| 12. Mai | Wysel Gyr                           | Schweizer Fernsehredaktor und -moderator                                                                       | 71    |       |
| 12. Mai | Poul Hindberg                       | dänischer Jazzmusiker (Klarinette, Altsaxophon)                                                                | 81    |       |
| 12. Mai | Theodor Ritterspach                 | deutscher Richter des Bundesverfassungsgerichts                                                                | 95    |       |
| 12. Mai | Saul Steinberg                      | rumänisch-US-amerikanischer Zeichner und Karikaturist                                                          | 84    |       |
| 12. Mai | Jerzy Stroba                        | polnischer römisch-katholischer Geistlicher und Erzbischof von Posen                                           | 79    |       |
| 12. Mai | Daniel Frank Walls                  | neuseeländischer Physiker                                                                                      |       |       |
| 13. Mai | Meta Alexander                      | deutsche Internistin                                                                                           | 74    |       |
| 13. Mai | Franz Attems                        | österreichischer Geistlicher                                                                                   | 72    |       |
| 13. Mai | Roy Crowson                         | britischer Biologe                                                                                             | 84    |       |
| 13. Mai | Meg Greenfield                      | US-amerikanische Journalistin                                                                                  | 68    |       |
| 13. Mai | Motohiko Hino                       | japanischer Jazzschlagzeuger                                                                                   | 53    |       |
| 13. Mai | Abd al-Aziz ibn Baz                 | islamischer Geistlicher und Großmufti von Saudi-Arabien                                                        | 88    |       |
| 13. Mai | Giuseppe Petrilli                   | italienischer EWG-Kommissar und Hochschullehrer                                                                | 86    |       |
| 13. Mai | Gene Sarazen                        | US-amerikanischer Golfspieler                                                                                  | 97    |       |
| 13. Mai | Eugene Timmons                      | irischer Politiker                                                                                             |       |       |
| 13. Mai | John W. M. Whiting                  | US-amerikanischer Anthropologe und Professor                                                                   |       |       |
| 14. Mai | Manuel del Cabral                   | dominikanischer Schriftsteller                                                                                 | 92    |       |
| 14. Mai | Wilhelm Frank                       | österreichischer Ingenieur, Hochschullehrer und Spitzenbeamter                                                 | 82    |       |
| 14. Mai | Georg Maier                         | österreichischer Politiker (SPÖ), Landtagsabgeordneter                                                         | 72    |       |
| 14. Mai | Joseph Francis Smith                | US-amerikanischer Politiker                                                                                    | 79    |       |
| 14. Mai | Erich Vio                           | Dichter und Arzt                                                                                               |       |       |
| 14. Mai | Grete Weil                          | deutsche Schriftstellerin                                                                                      | 92    |       |
| 14. Mai | Jerry Wunderlich                    | US-amerikanischer Szenenbildner                                                                                | 73    |       |
| 15. Mai | Rob Gretton                         | britischer Musikmanager                                                                                        | 46    |       |
| 15. Mai | Ernst Mosch                         | deutscher Musiker, Komponist, Arrangeur und Dirigent                                                           | 73    |       |
| 16. Mai | Rodolfo Alchourrón                  | argentinischer Jazz- und Fusionmusiker (Gitarre, Komposition, Arrangement)                                     | 65    |       |
| 16. Mai | Evangelina Macapagal                | philippinische Ärztin und Präsidentengattin                                                                    | 83    |       |
| 16. Mai | Teófilo Salinas Fuller              | peruanischer Fußballfunktionär                                                                                 |       |       |
| 16. Mai | Carl Hermann Ule                    | deutscher Rechtswissenschaftler                                                                                | 92    |       |
| 16. Mai | Orlando Verri                       | argentinischer Tangosänger                                                                                     | 75    |       |
| 17. Mai | Don Clark                           | US-amerikanischer Eishockeyfunktionär                                                                          | 83    |       |
| 17. Mai | Bruce Fairbairn                     | kanadischer Musikproduzent                                                                                     | 49    |       |
| 17. Mai | Erich Häußer                        | deutscher Jurist                                                                                               | 68    |       |
| 17. Mai | George Hodel                        | US-amerikanischer Arzt                                                                                         | 91    |       |
| 17. Mai | Henry Jones                         | US-amerikanischer Schauspieler                                                                                 | 86    |       |
| 17. Mai | Domas Krivickas                     | litauischer Jurist und Diplomat                                                                                | 93    |       |
| 17. Mai | Frieda Müller                       | deutsche DBD-Funktionärin                                                                                      | 92    |       |
| 17. Mai | Lembit Oll                          | estnischer Schachspieler                                                                                       | 33    |       |
| 17. Mai | Edward Rimkus                       | US-amerikanischer Bobfahrer                                                                                    | 85    |       |
| 17. Mai | Nils Sustrate                       | deutscher Musiker und Komponist                                                                                | 67    |       |
| 17. Mai | Frankie Vaughan                     | britischer Popsänger                                                                                           | 71    |       |
| 18. Mai | Ernst A. Ekker                      | österreichischer Schriftsteller                                                                                | 62    |       |
| 18. Mai | Hans Mahle                          | deutscher Politiker (KPD, SED)                                                                                 | 87    |       |
| 18. Mai | William McCauley                    | kanadischer Komponist, Posaunist und Dirigent                                                                  | 82    |       |
| 18. Mai | Miguel Pedro Mundo                  | US-amerikanischer Geistlicher, Bischof von Jataí                                                               | 61    |       |
| 18. Mai | Augustus Pablo                      | jamaikanischer Reggae- und Dubmusiker                                                                          | 44    |       |
| 18. Mai | Gertrud Pütz-Neuhauser              | österreichische Nationalökonomin und Hochschullehrerin                                                         | 76    |       |
| 18. Mai | Freddy Randall                      | britischer Jazz-Trompeter                                                                                      | 77    |       |
| 18. Mai | Betty Robinson                      | US-amerikanische Sprinterin                                                                                    | 87    |       |
| 19. Mai | Candy Candido                       | US-amerikanischer Comedian und Schauspieler                                                                    | 85    |       |
| 19. Mai | Oskar Herrmann                      | deutscher Unternehmer und Sportschützen-Funktionär                                                             | 92    |       |
| 19. Mai | John McSweeney junior               | US-amerikanischer Filmeditor                                                                                   | 83    |       |
| 19. Mai | Heinrich Mutter                     | deutscher Künstler                                                                                             | 75    |       |
| 20. Mai | Oscar Julio Alzamora Revoredo       | peruanischer Ordensgeistlicher, Weihbischof in Lima                                                            | 70    |       |
| 20. Mai | James E. Hill                       | US-amerikanischer Offizier, General der US Air Force                                                           | 77    |       |
| 20. Mai | Karl-Heinz Minuth                   | deutscher Historiker                                                                                           | 72    |       |
| 20. Mai | Joachim Pöppel                      | deutscher Ingenieur, Diplom-Kaufmann und Industriemanager                                                      | 69    |       |
| 20. Mai | Horst Stachelhaus                   | deutscher Musiker                                                                                              | 48    |       |
| 20. Mai | Jan Wornar                          | sorbischer Schriftsteller                                                                                      | 64    |       |
| 21. Mai | Vanessa Brown                       | US-amerikanische Schauspielerin                                                                                | 71    |       |
| 21. Mai | Bugz                                | US-amerikanischer Rapper                                                                                       | 21    |       |
| 21. Mai | Duilio Coletti                      | italienischer Filmregisseur und Drehbuchautor                                                                  | 92    |       |
| 21. Mai | Norman Rossington                   | britischer Schauspieler                                                                                        | 70    |       |
| 21. Mai | Mario Tagliaferri                   | italienischer römisch-katholischer Bischof und Apostolischer Nuntius                                           | 71    |       |
| 21. Mai | Fulvio Tomizza                      | italienischer Schriftsteller                                                                                   | 64    |       |
| 22. Mai | Milton Banana                       | brasilianischer Musiker                                                                                        | 64    |       |
| 22. Mai | Alfred Kubel                        | deutscher Politiker (SPD), MdL, Ministerpräsident der Länder Braunschweig und Niedersachsen                    | 89    |       |
| 22. Mai | Héctor Gabino Romero                | argentinischer Geistlicher, Bischof von Rafaela                                                                | 74    |       |
| 22. Mai | Hanna Wolf                          | deutsche Politikerin (KPD, SED)                                                                                | 91    |       |
| 23. Mai | André Gustave Anguilé               | gabunischer Politiker und Minister                                                                             | 79    |       |
| 23. Mai | Arthur Edward Ellis                 | englischer Fußballschiedsrichter                                                                               | 84    |       |
| 23. Mai | Owen Hart                           | kanadischer Wrestler                                                                                           | 34    |       |
| 23. Mai | Hans-Erich Keller                   | Schweizer Romanist und Mediävist                                                                               | 76    |       |
| 23. Mai | Jerônimo Mazzarotto                 | brasilianischer Geistlicher, Weihbischof in Curitiba                                                           | 101   |       |
| 23. Mai | John Prentice                       | US-amerikanischer Comiczeichner                                                                                | 78    |       |
| 23. Mai | Luigi Santucci                      | italienischer Schriftsteller und Hochschullehrer                                                               | 80    |       |
| 24. Mai | Gisela Midwer                       | deutsche Zenmeisterin                                                                                          | 68    |       |
| 24. Mai | François Xavier Tabao Manjarimanana | madagassischer Ordensgeistlicher, Bischof von Mananjary                                                        | 71    |       |
| 25. Mai | Hans-Georg Beck                     | deutscher Byzantinist                                                                                          | 89    |       |
| 25. Mai | Hillary Brooke                      | US-amerikanische Schauspielerin                                                                                | 84    |       |
| 25. Mai | Jefim Samoilowitsch Fradkin         | russischer Physiker                                                                                            | 74    |       |
| 25. Mai | Horst Frank                         | deutscher Schauspieler sowie Hörspiel- und Synchronsprecher                                                    | 69    |       |
| 25. Mai | René Gallice                        | französischer Fußballspieler                                                                                   | 80    |       |
| 25. Mai | Fulvio Salamanca                    | argentinischer Tangopianist, Bandleader, Arrangeur und Tangokomponist                                          | 77    |       |
| 25. Mai | Otto Wilkens                        | deutscher Politiker (NSDAP), MdR, MdL und SA-Führer                                                            | 91    |       |
| 26. Mai | Léopold Kaziendé                    | nigrischer Politiker                                                                                           |       |       |
| 26. Mai | Hans Erich Kubach                   | deutscher Kunsthistoriker                                                                                      | 89    |       |
| 26. Mai | Erik von Kuehnelt-Leddihn           | österreichischer katholischer Publizist                                                                        | 89    |       |
| 26. Mai | Carlos Parteli Keller               | uruguayischer Geistlicher, Erzbischof von Montevideo                                                           | 89    |       |
| 26. Mai | Jan Mizikowski                      | polnischer Politiker, Sejm-Abgeordneter                                                                        | 68    |       |
| 26. Mai | Paul Sacher                         | Schweizer Dirigent und Mäzen                                                                                   | 93    |       |
| 27. Mai | Alice Adams                         | US-amerikanische Autorin und Universitätsprofessorin                                                           | 72    |       |
| 27. Mai | Thomas Briccetti                    | US-amerikanischer Komponist, Pianist und Dirigent                                                              | 63    |       |
| 27. Mai | Franz Burgstaller                   | österreichischer Politiker (ÖVP), Abgeordneter zum Oberösterreichischen Landtag                                | 83    |       |
| 27. Mai | Zach de Beer                        | südafrikanischer Politiker, Arzt und Geschäftsmann                                                             | 70    |       |
| 27. Mai | Violet Webb                         | britische Leichtathletin und Olympiateilnehmerin                                                               | 84    |       |
| 28. Mai | Aamir Ageeb                         | sudanesischer Flüchtling, der durch Maßnahmen von BGS-Beamten gestorben ist                                    | 30    |       |
| 28. Mai | Henry Carlsson                      | schwedischer Fußballspieler und -trainer                                                                       | 81    |       |
| 28. Mai | Edmund Dell                         | britischer Politiker (Labour Party), Mitglied des House of Commons                                             | 77    |       |
| 28. Mai | Herbert Finne                       | deutscher Musiker                                                                                              | 79    |       |
| 28. Mai | Jan Lebenstein                      | polnischer Maler                                                                                               | 69    |       |
| 28. Mai | Petrus Van Theemsche                | belgischer Radrennfahrer                                                                                       | 83    |       |
| 29. Mai | Lois Egg                            | österreichischer Bühnenbildner                                                                                 | 85    |       |
| 29. Mai | Magnus Löhrer                       | Schweizer katholischer Dogmatiker                                                                              | 71    |       |
| 29. Mai | Mattia Moreni                       | italienischer Maler                                                                                            | 78    |       |
| 29. Mai | João Carlos de Oliveira             | brasilianischer Weit- und Dreispringer                                                                         | 45    |       |
| 29. Mai | Richard Ray                         | US-amerikanischer Politiker                                                                                    | 72    |       |
| 29. Mai | Günther Wagner                      | deutscher Pharmazeut                                                                                           | 73    |       |
| 30. Mai | Kalju Lepik                         | estnischer Lyriker                                                                                             | 78    |       |
| 30. Mai | Anita Mally                         | deutsche Schauspielerin, Schriftstellerin und Drehbuchautorin                                                  | 50    |       |
| 30. Mai | Sanja Milenković                    | serbische Schülerin, Opfer eines NATO-Bombenangriffs im Kosovokrieg                                            | 15    |       |
| 30. Mai | Gerhard Ulsamer                     | deutscher Jurist, Richter am Bundesgerichtshof                                                                 | 63    |       |
| 31. Mai | Willibald Hahn                      | österreichischer Fußballspieler                                                                                | 89    |       |
| 31. Mai | Auguste Le Breton                   | französischer Autor, Lexikograf und Romanist                                                                   | 86    |       |
| 31. Mai | Marianne Lüdcke                     | deutsche Filmregisseurin, Drehbuchautorin und Schauspielerin                                                   | 55    |       |
| 31. Mai | Charles Pierce                      | US-amerikanischer Schauspieler und Travestiekünstler                                                           | 72    |       |
| 31. Mai | Adolf Stähli                        | Schweizer Jodler, Dirigent, Komponist und Dichter                                                              | 73    |       |
| Mai     | Bruno Bernasconi                    | Schweizer Fußballspieler                                                                                       | 57    |       |
| Mai     | Bernd Sachse                        | deutscher Fußballspieler                                                                                       | 43    |       |
| Mai     | Emmerich Schäffer                   | deutscher Schauspieler                                                                                         | 67    |       |

## Juni
| Tag      | Name                                                  | Beruf, bekannt als                                                                                              | Alter | Beleg |
| -------- | ----------------------------------------------------- | --- | ----- | ----- |
| 1. Juni  | Ray Chatham                                           | englischer Fußballspieler                                                                                       | 74    |       |
| 1. Juni  | Christopher Cockerell                                 | britischer Ingenieur und Erfinder                                                                               | 88    |       |
| 1. Juni  | Géo Daly                                              | französischer Jazzmusiker                                                                                       | 76    |       |
| 1. Juni  | Olivier Debré                                         | französischer Maler der Lyrischen Abstraktion, Keramiker, Autor und Hochschullehrer                             | 79    |       |
| 1. Juni  | Heinrich Klotz                                        | deutscher Architekturtheoretiker                                                                                | 64    |       |
| 1. Juni  | Ruth Kolb-Lünemann                                    | deutsche Politikerin (SPD)                                                                                      | 74    |       |
| 1. Juni  | Gert Ledig                                            | deutscher Schriftsteller                                                                                        | 77    |       |
| 1. Juni  | Gerald Leutert                                        | deutscher Anatom                                                                                                | 69    |       |
| 2. Juni  | Junior Braithwaite                                    | jamaikanischer Sänger                                                                                           | 50    |       |
| 2. Juni  | Keith Gledhill                                        | US-amerikanischer Tennisspieler                                                                                 | 88    |       |
| 2. Juni  | Jewgeni Michailowitsch Iwtschenko                     | sowjetischer Geher                                                                                              | 60    |       |
| 2. Juni  | Blagoje Jovović                                       | serbischer Agent des jugoslawischen Geheimdienstes                                                              |       |       |
| 2. Juni  | Heinz Landré                                          | deutscher Politiker (CDU), MdB                                                                                  | 68    |       |
| 2. Juni  | Peter Pagan                                           | australischer Theater- und Filmschauspieler                                                                     | 77    |       |
| 2. Juni  | Kenny Parchman                                        | US-amerikanischer Rockabilly-Musiker                                                                            | 67    |       |
| 2. Juni  | Andy Simpkins                                         | US-amerikanischer Jazzmusiker                                                                                   | 67    |       |
| 1. Juni  | Bjørn Spiro                                           | dänischer Schauspieler                                                                                          | 90    |       |
| 2. Juni  | Christian Steinbach                                   | deutscher Politiker (SPD), MdL                                                                                  | 77    |       |
| 3. Juni  | Helge Christian Bronée                                | dänischer Fußballspieler                                                                                        | 77    |       |
| 3. Juni  | Werner Kempf                                          | deutscher Maler und Mundartsprecher                                                                             | 73    |       |
| 3. Juni  | Achim Knispel                                         | deutscher Gitarrist, Maler und Zeichner                                                                         | 52    |       |
| 3. Juni  | J. Edward Lumbard                                     | US-amerikanischer Jurist                                                                                        | 97    |       |
| 3. Juni  | Romolo Marcellini                                     | italienischer Filmregisseur und Drehbuchautor                                                                   | 88    |       |
| 3. Juni  | Edward L. Tixier                                      | US-amerikanischer Offizier, Generalleutnant der US Air Force                                                    | 69    |       |
| 3. Juni  | Myron Weiner                                          | US-amerikanischer Politikwissenschaftler und Hochschullehrer                                                    | 68    |       |
| 4. Juni  | Ulrich Haarmann                                       | deutscher Islamwissenschaftler                                                                                  | 56    |       |
| 4. Juni  | John McKeithen                                        | US-amerikanischer Politiker                                                                                     | 81    |       |
| 4. Juni  | Hans Schreiber                                        | deutscher Politiker (CSU), MdL                                                                                  | 76    |       |
| 4. Juni  | Ignatz Wimmer                                         | deutscher Kinobetreiber                                                                                         | 91    |       |
| 5. Juni  | Mel Tormé                                             | US-amerikanischer Jazz-Sänger und Schauspieler                                                                  | 73    |       |
| 5. Juni  | Friedhelm Moser                                       | deutscher Gymnasiallehrer und Schriftsteller                                                                    | 44    |       |
| 5. Juni  | Ernie Wilkins                                         | US-amerikanischer Jazzmusiker                                                                                   | 79    |       |
| 6. Juni  | William Corbin                                        | US-amerikanischer Journalist und Kinderbuchautor                                                                | 83    |       |
| 6. Juni  | Ilja Alexandrowitsch Mussin                           | russischer Dirigent, Hochschullehrer und Theoretiker der Kunst des Dirigierens                                  | 95    |       |
| 6. Juni  | Fred Thieler                                          | deutscher Maler des Informel                                                                                    | 83    |       |
| 7. Juni  | Bruno Balke                                           | US-amerikanischer Physiologe und Hochschullehrer deutscher Herkunft                                             | 91    |       |
| 7. Juni  | Fritz Flint                                           | deutscher Politiker (CDU)                                                                                       | 82    |       |
| 7. Juni  | Lady June                                             | englische Malerin, Dichterin und Musikerin                                                                      | 68    |       |
| 7. Juni  | Paul Oskar Kristeller                                 | deutsch-US-amerikanischer Humanismusforscher                                                                    | 94    |       |
| 7. Juni  | António Livramento                                    | portugiesischer Rollhockeyspieler und -trainer                                                                  | 55    |       |
| 7. Juni  | Gabriel Schaller                                      | deutscher Gewerkschafter und Politiker (SPD), MdL Bayern                                                        | 86    |       |
| 7. Juni  | Erich Schmidtbochum                                   | deutscher Bildhauer                                                                                             | 85    |       |
| 7. Juni  | Arnd Wittig                                           | deutscher Bildhauer                                                                                             | 77    |       |
| 8. Juni  | Piet Blom                                             | niederländischer Architekt                                                                                      | 65    |       |
| 8. Juni  | Buddy Clark                                           | US-amerikanischer Jazzmusiker                                                                                   | 69    |       |
| 8. Juni  | Heinrich Detmers                                      | deutscher SS-Obersturmführer und Adjutant in Konzentrationslagern                                               | 80    |       |
| 8. Juni  | Hans Karl Fritzsche                                   | deutscher Offizier, Widerstandskämpfer und Ministerialbeamter                                                   | 85    |       |
| 8. Juni  | Helmut Martin                                         | deutscher Sinologe                                                                                              | 59    |       |
| 8. Juni  | Rosy McHargue                                         | US-amerikanischer Jazzklarinettist und Saxophonist                                                              | 97    |       |
| 8. Juni  | Emiliano Tardif                                       | kanadischer Prediger und Wunderheiler                                                                           | 71    |       |
| 8. Juni  | Gordon Towers                                         | kanadischer Politiker                                                                                           | 79    |       |
| 8. Juni  | Fred Wampler                                          | US-amerikanischer Politiker                                                                                     | 89    |       |
| 9. Juni  | Al Bates                                              | US-amerikanischer Weitspringer                                                                                  | 94    |       |
| 9. Juni  | Adolf Bayer                                           | deutscher Architekt und Hochschullehrer                                                                         | 89    |       |
| 9. Juni  | Ernesto Calindri                                      | italienischer Schauspieler                                                                                      | 90    |       |
| 9. Juni  | Michael Bosco Duraisamy                               | indischer Geistlicher, Bischof von Salem                                                                        | 70    |       |
| 9. Juni  | Daniel Faria                                          | portugiesischer Dichter                                                                                         | 28    |       |
| 9. Juni  | Frank Gambalie                                        | US-amerikanischer Basejumper                                                                                    | 28    |       |
| 9. Juni  | Maurice Journeau                                      | französischer Komponist                                                                                         | 100   |       |
| 9. Juni  | Andrew L. Stone                                       | US-amerikanischer Filmregisseur                                                                                 | 96    |       |
| 9. Juni  | Jonas Tauginas                                        | litauischer Forstwirt und Politiker                                                                             | 52    |       |
| 10. Juni | Grete Natzler                                         | österreichische Schauspielerin und Operettensängerin                                                            | 92    |       |
| 10. Juni | Jürgen Teller                                         | deutscher Philosoph                                                                                             | 72    |       |
| 10. Juni | Jiří Vršťala                                          | tschechoslowakischer Schauspieler und Schriftsteller                                                            | 78    |       |
| 11. Juni | Henri Chaix                                           | Schweizer Jazzpianist                                                                                           | 74    |       |
| 11. Juni | Herbert Jasper                                        | kanadischer Neurowissenschaftler                                                                                | 92    |       |
| 11. Juni | DeForest Kelley                                       | US-amerikanischer Schauspieler                                                                                  | 79    |       |
| 11. Juni | Reinhold Massag                                       | deutscher Autor und Schauspieler aus dem Allgäu                                                                 | 56    |       |
| 11. Juni | Hans Puvogel                                          | deutscher Jurist und Politiker (CDU), MdL                                                                       | 87    |       |
| 11. Juni | Hans Schaumann                                        | deutscher Gewerkschafter und Senator (Bayern)                                                                   | 86    |       |
| 11. Juni | Friedrich Vittinghoff                                 | deutscher Althistoriker                                                                                         | 89    |       |
| 12. Juni | Sergei Anatoljewitsch Chlebnikow                      | sowjetischer Eisschnellläufer                                                                                   | 43    |       |
| 12. Juni | Herbert Mainusch                                      | deutscher Anglist und Hochschullehrer                                                                           | 69    |       |
| 12. Juni | J. F. Powers                                          | US-amerikanischer Schriftsteller                                                                                | 81    |       |
| 12. Juni | Gerd Tellenbach                                       | deutscher Historiker                                                                                            | 95    |       |
| 13. Juni | Gabriel Grüner                                        | deutscher Journalist                                                                                            | 35    |       |
| 13. Juni | Lennart Jansson                                       | schwedischer Jazzmusiker (Saxophone, Klarinette)                                                                | 67    |       |
| 13. Juni | Volker Krämer                                         | deutscher Fotograf                                                                                              | 56    |       |
| 13. Juni | Kjell Rosén                                           | schwedischer Fußballspieler und -funktionär                                                                     | 78    |       |
| 14. Juni | Henri Baruk                                           | französischer Psychiater                                                                                        | 101   |       |
| 14. Juni | Kurt Blaukopf                                         | österreichischer Musikwissenschaftler                                                                           | 85    |       |
| 14. Juni | Gerhard Brandes                                       | deutscher Politiker (SPD), MdHB, Hamburger Senator                                                              | 96    |       |
| 14. Juni | Jack M. Campbell                                      | US-amerikanischer Politiker                                                                                     | 82    |       |
| 15. Juni | Alan Cathcart, 6. Earl Cathcart                       | britischer Peer, Generalmajor des Heeres                                                                        | 79    |       |
| 14. Juni | Osvaldo Dragún                                        | argentinischer Dramatiker                                                                                       | 70    |       |
| 14. Juni | George Labouchere                                     | britischer Diplomat                                                                                             | 93    |       |
| 14. Juni | Henry Lawes                                           | jamaikanischer Musikproduzent                                                                                   |       |       |
| 14. Juni | Franz Samohyl                                         | österreichischer Violinist, Konzertmeister und Hochschullehrer                                                  | 87    |       |
| 14. Juni | Josef Stierli                                         | Schweizer Jesuit und Kirchenhistoriker                                                                          | 86    |       |
| 14. Juni | Hann Trier                                            | deutscher Maler, unter anderem des Informel, und Grafiker                                                       | 83    |       |
| 15. Juni | Sigrid Hunke                                          | deutsche Religionswissenschaftlerin und Germanistin                                                             | 86    |       |
| 15. Juni | Alfred Marnau                                         | österreichischer Romanschriftsteller, Lyriker und Übersetzer                                                    | 81    |       |
| 15. Juni | Fausto Papetti                                        | italienischer Altsaxophonist                                                                                    | 76    |       |
| 15. Juni | Tom Stonier                                           | deutscher Biologe, Philosoph und Informationswissenschaftler                                                    | 72    |       |
| 15. Juni | Frederick Tiedt                                       | irischer Boxer                                                                                                  | 63    |       |
| 16. Juni | Helmut Heeren                                         | deutscher Fußballspieler                                                                                        | 56    |       |
| 16. Juni | Lawrence Stone                                        | englischer Historiker                                                                                           | 79    |       |
| 16. Juni | Screaming Lord Sutch                                  | britischer Musiker und Politiker                                                                                | 58    |       |
| 16. Juni | Lothar Ulsaß                                          | deutscher Fußballspieler                                                                                        | 58    |       |
| 16. Juni | Marshall Wayne                                        | US-amerikanischer Wasserspringer                                                                                | 87    |       |
| 17. Juni | Harald Bär                                            | deutscher Berufsoffizier                                                                                        | 72    |       |
| 17. Juni | Werner Haupt                                          | deutscher Tischtennisspieler und -trainer                                                                       | 65    |       |
| 17. Juni | Basil Hume                                            | britischer Geistlicher, Kardinal und Erzbischof von Westminster                                                 | 76    |       |
| 17. Juni | Camille Malvy                                         | französischer Fußballspieler                                                                                    | 87    |       |
| 17. Juni | Horst Niendorf                                        | deutscher Schauspieler, Intendant und Synchronsprecher                                                          | 72    |       |
| 17. Juni | Alfred Prezewowsky                                    | deutscher Gewerkschafter und Politiker (SPD), MdL                                                               | 67    |       |
| 17. Juni | Paul-Émile de Souza                                   | beninischer Präsident (1969–1970)                                                                               |       |       |
| 17. Juni | Lynn E. Stalbaum                                      | US-amerikanischer Politiker                                                                                     | 79    |       |
| 18. Juni | Bob Bullock                                           | US-amerikanischer Politiker                                                                                     | 69    |       |
| 18. Juni | Wolf Uecker                                           | deutscher Autor, Reporter und Galerist                                                                          |       |       |
| 19. Juni | Leslie Holdridge                                      | US-amerikanischer Botaniker und Klimatologe                                                                     | 91    |       |
| 19. Juni | Johann Mach                                           | deutscher Orthopäde und Hochschullehrer                                                                         | 64    |       |
| 19. Juni | Henri Robert Ferdinand Marie Louis Philippe d’Orléans | französischer Adelsnachkomme, Chef und Thronprätendent des Hauses Bourbon-Orléans                               | 90    |       |
| 19. Juni | Arvid Pardo                                           | maltesischer Diplomat                                                                                           | 85    |       |
| 19. Juni | Manuel Sanroma                                        | spanischer Radrennfahrer                                                                                        | 22    |       |
| 19. Juni | Mario Soldati                                         | italienischer Schriftsteller, Drehbuchautor und Regisseur                                                       | 92    |       |
| 19. Juni | Cesáreo Victorino Ramírez                             | mexikanischer Fußballspieler                                                                                    | 52    |       |
| 20. Juni | Clifton Fadiman                                       | US-amerikanisches Multitalent                                                                                   | 95    |       |
| 20. Juni | Mark Gray                                             | US-amerikanischer Jazz- und Fusion-Musiker                                                                      |       |       |
| 20. Juni | Kurt Tichy                                            | österreichischer Unternehmer                                                                                    | 73    |       |
| 21. Juni | Amédée Borsari                                        | französischer Komponist                                                                                         | 93    |       |
| 21. Juni | Edwin Hewitt                                          | US-amerikanischer Mathematiker                                                                                  | 79    |       |
| 21. Juni | Karl Krolow                                           | deutscher Schriftsteller                                                                                        | 84    |       |
| 21. Juni | Mara Selvini Palazzoli                                | italienische Psychoanalytikerin                                                                                 | 82    |       |
| 22. Juni | Wassila Ben Ammar                                     | tunesische zweite Ehefrau von Habib Bourguiba und die First Lady Tunesiens (1962–1986)                          |       |       |
| 22. Juni | Harry H. Eckstein                                     | US-amerikanischer Politikwissenschaftler deutscher Herkunft                                                     | 75    |       |
| 22. Juni | Luboš Fišer                                           | tschechischer Komponist und Regisseur                                                                           | 63    |       |
| 22. Juni | Walter Niens                                          | deutscher Manager und Hochschullehrer                                                                           | 93    |       |
| 22. Juni | Guy Tunmer                                            | südafrikanischer Autorennfahrer                                                                                 | 50    |       |
| 22. Juni | Charlotte Voss                                        | deutsche Malerin und Dozentin                                                                                   | 88    |       |
| 23. Juni | André Ficus                                           | deutscher Maler                                                                                                 | 79    |       |
| 23. Juni | Paul Glansdorff                                       | belgischer Physiker                                                                                             | 94    |       |
| 23. Juni | Carl Lange                                            | deutscher Schauspieler und Hörspielsprecher                                                                     | 89    |       |
| 23. Juni | Francisco Rovira Beleta                               | spanischer Filmregisseur und Drehbuchautor                                                                      | 86    |       |
| 24. Juni | Jim Allen                                             | britischer Bühnenschriftsteller und Drehbuchautor                                                               | 72    |       |
| 24. Juni | Hans-Hermann Rösner-Mautby                            | deutscher Klinikunternehmer                                                                                     | 81    |       |
| 24. Juni | Wilhelm Sandfuchs                                     | deutscher Kirchenjournalist                                                                                     | 85    |       |
| 25. Juni | Rawilja Agletdinowa                                   | sowjetische Mittelstreckenläuferin                                                                              | 39    |       |
| 25. Juni | László Dankó                                          | ungarischer Geistlicher, römisch-katholischer Bischof                                                           | 60    |       |
| 25. Juni | Helmut Flume                                          | deutscher Altphilologe                                                                                          | 93    |       |
| 25. Juni | Jorge Góngora                                         | peruanischer Fußballspieler                                                                                     | 92    |       |
| 25. Juni | Everett Helm                                          | US-amerikanischer Komponist, Musikwissenschaftler und Journalist                                                | 85    |       |
| 25. Juni | Tommy Ivan                                            | kanadischer Eishockeyspieler, -trainer und General Manager                                                      | 88    |       |
| 25. Juni | Wilhelm Koep                                          | deutscher Architekt                                                                                             | 94    |       |
| 25. Juni | Otto Lebert                                           | deutscher Politiker (CDU), MdL                                                                                  | 88    |       |
| 25. Juni | Jewgeni Alexandrowitsch Morgunow                      | russischer Schauspieler, Autor, Regisseur und Produzent                                                         | 72    |       |
| 25. Juni | Karl Rambusch                                         | deutscher Physiker und Kerntechniker                                                                            | 81    |       |
| 25. Juni | Roger Saubot                                          | französischer Architekt                                                                                         |       |       |
| 25. Juni | Josef Stanglmeier                                     | deutscher Bauunternehmer, Politiker (Bayerischer Senat) und Stifter                                             | 80    |       |
| 25. Juni | Lars Svensson                                         | schwedischer Eishockeytorwart                                                                                   | 72    |       |
| 25. Juni | Frank Tarloff                                         | US-amerikanischer Drehbuchautor                                                                                 | 83    |       |
| 25. Juni | Fred C. Trump                                         | US-amerikanischer Immobilienunternehmer                                                                         | 93    |       |
| 26. Juni | Angelo Bertelli                                       | US-amerikanischer American-Football-Spieler und Gewinner der Heisman Trophy 1943                                | 78    |       |
| 26. Juni | Jiří Pelikán                                          | tschechischer Publizist und Politiker, MdEP                                                                     | 76    |       |
| 26. Juni | Hans Stercken                                         | deutscher Politiker (CDU), MdB                                                                                  | 75    |       |
| 27. Juni | Truus van Aalten                                      | niederländische Schauspielerin                                                                                  | 88    |       |
| 27. Juni | Friedhelm Beate                                       | deutscher Pensionär                                                                                             | 62    |       |
| 27. Juni | Heinz Ehrenfreund                                     | österreichischer Schauspieler                                                                                   | 57    |       |
| 27. Juni | Einar Englund                                         | finnischer Komponist und Pianist                                                                                | 83    |       |
| 27. Juni | Wilhelm Höttl                                         | österreichischer SS-Funktionär                                                                                  | 84    |       |
| 27. Juni | Siegfried Lowitz                                      | deutscher Schauspieler                                                                                          | 84    |       |
| 27. Juni | Marion Motley                                         | US-amerikanischer American-Football-Spieler                                                                     | 79    |       |
| 27. Juni | Georgios Papadopoulos                                 | griechischer Offizier und Politiker                                                                             | 80    |       |
| 27. Juni | Alfred Robens                                         | britischer Politiker (Labour Party), Mitglied des House of Commons, Gewerkschaftsfunktionär und Industrieman... | 88    |       |
| 27. Juni | Roman Rubinstein                                      | deutscher Widerstandskämpfer und KZ-Häftling; Redakteur und Verlagslektor                                       | 81    |       |
| 27. Juni | Bobs Watson                                           | US-amerikanischer Schauspieler und Methodistenpriester                                                          | 68    |       |
| 27. Juni | Franz Weiling                                         | deutscher Biologe                                                                                               | 89    |       |
| 28. Juni | Vere Cornwall Bird                                    | antiguanischer Politiker, Premierminister (1981–1994)                                                           | 88    |       |
| 28. Juni | Florent Bureau                                        | belgischer Mathematiker                                                                                         | 92    |       |
| 28. Juni | Louis Ducatel                                         | französischer Unternehmer und Politiker                                                                         | 97    |       |
| 28. Juni | Nicolae Guină                                         | rumänischer Politiker (PCR) und Botschafter                                                                     | 88    |       |
| 28. Juni | Hilde Krahl                                           | österreichische Schauspielerin                                                                                  | 82    |       |
| 28. Juni | Robert Martineau                                      | britischer Geistlicher, Bischof von Blackburn                                                                   | 85    |       |
| 28. Juni | Ladislav Novák                                        | tschechischer Zeichner und Autor                                                                                | 73    |       |
| 28. Juni | Anatoli Nikolajewitsch Scheglanow                     | sowjetischer Skispringer                                                                                        | 53    |       |
| 28. Juni | John Stears                                           | britischer Spezialist für visuelle Effekte und Spezialeffekte                                                   | 64    |       |
| 28. Juni | Gustav Süßmann                                        | Publizist und Amateurhistoriker                                                                                 | 76    |       |
| 28. Juni | John Woolf                                            | britischer Filmproduzent                                                                                        | 86    |       |
| 29. Juni | Allan Carr                                            | US-amerikanischer Film- und Theaterregisseur                                                                    | 62    |       |
| 29. Juni | Cindy Duehring                                        | US-amerikanische MCS-Aktivistin                                                                                 | 36    |       |
| 29. Juni | Edith Ennen                                           | deutsche Historikerin und Archivarin                                                                            | 91    |       |
| 29. Juni | Nils Johansson                                        | schwedischer Radrennfahrer                                                                                      | 79    |       |
| 29. Juni | Eberhard Marckhgott                                   | österreichischer römisch-katholischer Priester                                                                  | 87    |       |
| 29. Juni | Karekin Sarkissian                                    | armenischer Geistlicher, Katholikos der armenischen Apostolischen Kirche                                        | 66    |       |
| 29. Juni | Camillo Wanausek                                      | österreichischer Flötist                                                                                        | 93    |       |
| 30. Juni | Bob Backus                                            | US-amerikanischer Hammerwerfer                                                                                  | 72    |       |
| 30. Juni | Gunārs Bērziņš                                        | lettischer Karikaturist                                                                                         | 71    |       |
| 30. Juni | Édouard Boubat                                        | französischer Fotograf und Fotojournalist                                                                       | 75    |       |
| 30. Juni | Clifford Charles Butler                               | britischer Physiker                                                                                             | 77    |       |
| 30. Juni | Hans Leo Drewes                                       | deutscher Geistlicher, Weihbischof in Paderborn                                                                 | 77    |       |
| 30. Juni | Beveridge Webster                                     | US-amerikanischer Pianist und Musikpädagoge                                                                     | 91    |       |
| Juni     | Said Emami                                            | stellvertretender Geheimdienstminister des Iran                                                                 |       |       |
| Juni     | Fateh al-Moudarres                                    | syrischer Kunstmaler, Schriftsteller und Bildhauer                                                              |       |       |
| Juni     | Herbert Schibukat                                     | deutscher Eishockeyspieler                                                                                      | 84    |       |